# Djakotomey II
Djakotomey II è un arrondissement del Benin situato nella città di Djakotomey (dipartimento di Kouffo) con 7.981 abitanti (dato 2006).